# Ernst Julius Paul
Ernst Julius Paul (Wenen, 18 november 1907 –  Weidling (Neder-Oostenrijk), 3 november 1979) was een Oostenrijks componist, muziekpedagoog, musicoloog, dirigent en hoornist.

## Levensloop

### Jeugd en opleiding
Paul kreeg als jongeling flügelhornles. De uitvoering van het Concert nr. 1 in Es-groot, voor hoorn en orkest, op. 11 door de legendarische hoornist van de Wiener Philharmoniker Karl Stiegler op 21 januari 1923 was voor Paul een belangrijk moment. Hij wisselde het instrument en leerde eerst als autodidact de hoorn te bespelen. Na korte tijd speelde hij in verschillende muziekkorpsen mee en kon op advies van een andere hoornist privé bij Karl Stiegler studeren, die toen ook professor aan de Weense "Staatsacademie voor muziek" was. Vanaf 1926 studeerde hij aan deze "Staatsacademie voor muziek" hoorn bij Alexander Wunderer en compositie bij H. Grädener en C. Horn. Zijn diploma's behaalde hij in 1930. Verder studeerde hij aan de Universiteit van Wenen musicologie bij Robert Lach en Alfred Orel.

### Hoornist
Samen met andere studenten werkte hij mee aan de concerten van de Akademischer Orchesterverein (AOV). In 1929/1930 kreeg hij de eerste tijdelijke beperkte aanstellingen: bij de Wiener Symphoniker, het Orkest van de Volksoper Wien, het Weense kamerorkest onder leiding van Friedrich Hartmann alsook bij het Wiener Konzertstudio onder leiding van Hermann Scherchen. 
In 1931/1932 volgde het eerste openbare solo-optreden met het Hoornconcerto nr. 2 in D-groot (Hob. VIIId/2) van Joseph Haydn, het Concert nr. 1 in Es-groot, voor hoorn en orkest, op. 11 van Richard Strauss voor de Oostenrijkse omroep. Verder verzorgde hij de solopartij bij de première van het Concert, voor hoorn en orkest van Ernst Josef Matheis, een werk waarin de hoornsolo vier octaven omspant. Begin 1933 ontstond tussen Friedrich Hartmann en Ernst Julius Paul het idee een soloconcert voor hoorn te schrijven, dat de omvang van een pianoconcert van Johannes Brahms zou evenaren. Componist Friedrich Hartmann vroeg voortdurend of de solopartij qua blaastechniek en vooral toonomvang voor hoorn nog speelbaar waren. In 1934 had Hartmann zijn Concert voor hoorn en orkest voltooid, maar afgezien van Paul vond hij niemand, die het wilde spelen, omdat het over 4-1/2 octaaf toonomvang ging. Op 10 augustus 1936 verzorgde Paul de solopartij bij de première van het hoornconcert van Friedrich Hartmann, die het orkest zelf dirigeerde, bij de live uitzending voor Radio Wenen. 
Van 1933 tot 1936 was hij als solohoornist verbonden aan het Stedelijke orkest van Helsinki. In 1936 ging hij als hoornist naar het Orchestre de la Suisse Romande en in de herfst 1937 werd hij lid van het Filharmonisch orkest Ankara, waar hij tot 1944 bleef. In deze tijd was hij eveneens docent aan het Turkse Staatsconservatorium te Ankara. In 1944 kwam hij naar Wenen terug en werd vanaf september 1945 solohoornist in het Grote Weense Omroeporkest. In 1954 werd hij leider van het bladmuziekarchief en in 1960 werd hij bevorderd tot musicologisch referent van de omroep.

### Musicoloog

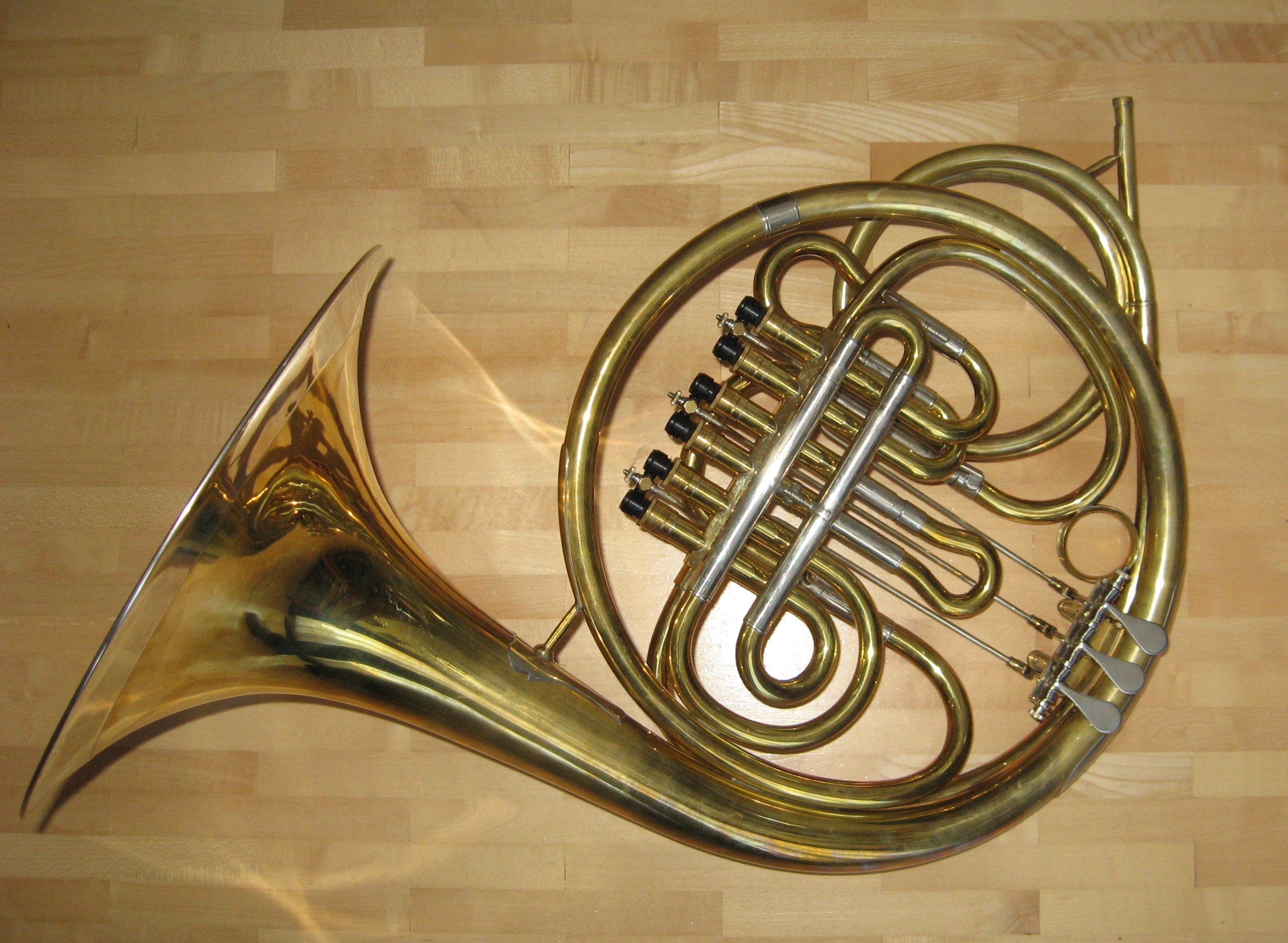
Weense hoorn

In 1934 promoveerde hij tot Doctor van de filosofie met een proefschrift over Das Horn in seiner Entwicklung vom Natur- zum Ventilinstrument. Uit de onderaan gegeven lijst van publicaties is af te leiden dat hij steeds op zoek was naar nieuwe thema's rondom de hoornmuziek. In 1950 was hij oprichter van de "Lainzer Jagdmusik" en in 1967 oprichter van de "Internationale Albrechtsberger-Gesellschaft". In 1960 werd hij consulent van de Akademie für Musik und darstellende Kunst in Wien.

### De Weense klankstijl en de noodzakelijke, typische instrumenten
Paul was gefascineerd door de zogenoemde Weense klankstijl. In het begin van de jaren 60 van de 20e eeuw legde hij met geringe kosten in opdracht van de Akademie van de Wiener Philharmoniker de basis voor de herproductie van de bekende zogeheten Weense hoorn (Wiener Horn). Algemeen wordt Leopold Uhlmann (1806–1878) als vader van de Weense hoorn beschouwd. Rond 1830 heeft hij de voor de Weense hoorn karakteristieke (dubbele) pompventielen geconstrueerd. De Weense hoorn genereert meer deeltonen en is van klank daardoor "helderder" dan een dubbelhoorn. Voor de hoornisten van de Wiener Philharmoniker is het verplicht dat men het bespelen van de Weense hoorn beheerst. Naast de Weense hoorn is er een ander belangrijk instrument voor de typische Weense klankstijl, namelijk de Weense hobo. De Weense hobo heeft een ietwat andere mensuur, en heeft een in de laagte wat zachtere en in het hoge register een wat engere en spitsere klank.

### De componist
Als componist schreef hij werken voor orkest, harmonieorkest, soloconcerten, kerkmuziek, werken voor koren en kamermuziek. Als vooral praktisch ingesteld mens ging Paul in zijn werken immer van het klankideaal - bijvoorbeeld de Weense hobo of het Weense hoorn - uit, alhoewel de aanleiding van het ontstaan soms niet in Wenen lag. 
In 1973 werd hij onderscheiden met het zilveren ereteken van de Oostenrijkse deelstaat Wenen.

## Composities

### Werken voor orkest
- 1934-1935 Concert, voor althobo en klein orkest, op. 3
- 1936 Notturno, voor hobo en klein orkest, op. 8 nr. 2
- 1938 Concert, voor fagot en orkest, op. 21
- 1938 Musik, voor althobo en klein orkest, op. 23a
- 1940 Notturno, voor hobo, harp, strijkorkest en twee hoorns, op. 43

### Werken voor harmonieorkest
- 1961 Serenade in A majeur, voor blazers, harp en slagwerk, op. 127
- 1968 Zes symfonische stukken, voor harmonieorkest, op. 151
- 1971 Symfonie in f mineur voor Oostenrijkse militaire muziek, op. 162
- 1973 Concertstuk in c-mineur, voor harmonieorkest, op. 175

### Missen en andere kerkmuziek
- 1964 Missa instrumentalis in honorem St. Ambrosii - "Imker Messe", voor 3 klarinetten, 3 hoorns, fagot en contrabas, op. 135
- Missa in honorem Pastoris boni, voor unisono koor, Taragot/hobo en harmonium (of orgel), op. 32 (33)
- Österreichische Jägermesse, voor jagdhoornensemble, op. 155

### Cantates
- Der Pfaff vom Kahlenberg, cantate - tekst: naar Anastasius Grün, pseudoniem van Anton Alexander Graf von Auersperg (1806-1876)

### Muziektheater

#### Toneelmuziek
- Das Veilchenfest, Singspiel

### Kamermuziek
- 1936 Kirchensonate in Bes majeur, voor hobo en orgel, op. 6 nr. 2
- 1938 Serenade, voor dwarsfluit, hobo, klarinet, hoorn en fagot, op. 20
- 1938 Sonate, voor althobo en piano, op. 23
- 1938 Kleine Trauermusik "Atatürks Tod", voor dwarsfluit, hobo, klarinet, hoorn en fagot, op. 24
- 1938 Divertimento in G majeur, voor twee hobo's en althobo, op. 26 nr. 1
- 1939 Kammerkonzert, voor altsaxofoon, hoorn, strijkkwintet en piano, op. 29
- 1940 Kwartet, voor dwarsfluit, hobo, klarinet en fagot, op. 40
- 1941 Kwartet, voor dwarsfluit, hobo, klarinet en fagot, op. 44
- 1944 4 Stukken, voor hobo en piano, op. 63
- 1944-1950 Suite in g mineur, voor althobo en piano, op. 91
- 1948 Octet, voor klarinet, hoorn, fagot, twee violen, altviool, cello en contrabas, op. 82
- 1959 Drie stukken in D majeur, voor cello, dwarsfluit, hobo, twee klarinetten, fagot, twee hoorns en contrabas, op. 122
- 1960 Phantastische Geschichten, vijf delen voor althobo en strijkkwartet, op. 124 nr. 2
- 1965 Suite, voor hobo, viool, altviool en cello, op. 138
- 1972 Suite in F majeur, voor blaasnonet, op. 166
- 1972 Capriccio, voor blaasnonet, op. 166a
- 1972 (Harp-)Sextet, voor dwarsfluit, hobo, klarinet, hoorn, fagot en harp, op. 170
- 1973-1974 Trio, voor klarinet, hoorn en fagot, op. 177
- 1974 Vijf kleine stukken - suite, voor klarinet, hoorn en fagot, op. 178
- 1974 Drei Albumblätter, voor twee klarinetten, twee hoorns en twee fagotten, op. 183 nr. 2
- 1974 Albumblätter, drie stukken voor twee hobo's, twee hoorns en twee fagotten, op. 183 nr. 3
- 1975 Kleine Festmusik, voor blaaskwintet, op. 187
- 1976 Sonatine, voor hoorn en fagot, op. 193 nr. 3
- 1977 Twee stukken, voor drie fagotten, op. 198 nr. 2
- 1978 Passacaglia, voor blaaskwintet
- 1979 Rondo-Capriccio (Perpetuum mobile), voor twee hobo's, twee hoorns en twee fagotten, op. 211 nr. 2
- 1979 Suite, voor hobo en twee fagotten, op. 211 nr. 3
- Kinderspiele, suite voor blaaskwintet, op. 201
- Vijf korte stukken, voor blaaskwintet, op. 124 nr. 1

### Pedagogische werken
- Waldhorn Schule I (Hoorn methode), Anfangsgründe
- Waldhorn Schule II, 50 melodische etudes
- Waldhorn Schule III, 100 technische studies
- Waldhorn Schule IV, 60 etudes (transpon.)

## Publicaties
- Hunting Music in Austria, in: The Horn Call, XXX, no. 4 (August, 2000), pp. 53-56
- Konzertante Jagdhornmusik, Beilage zum Programm des Konzertes der Lainzer Jagdmusik im Juni 1980
- 100 Jahre "Lainzer Jagdmusik", in: Vor hundert Jahren Wien 1879, Als Beispiel für die Zeit des Historismus, Katalog der 60.Sonderausstellung des Historischen Museums der Stadt Wien, Wien, 1979, S. 89-91
- Die Lainzer Jagdmusik mit ihren historischen Jagdhörnern, Beilage zum Programm des Konzertes der Lainzer Jagdmusik am 2.Juni 1979
- Jagd und Musik, in: Jagd, einst und jetzt, Katalog des Niederösterreichischen Landesmuseums, NF 77, Wien, 1978, S.71-83
- Das Horn als Signalinstrument eins und heute, in: Salzburger Museum Carolino Augusteum, Jahresschrift, Bd.22, Salzburg, 1977, S. 37-60
- Johann Georg Albrechtsberger. Ein Klosterneuburger Meister der Musik und seine Schule, Jasomirgott-Verlag, Klosterneuburg 1976, ISBN 3-85379-012-7
- 25 Jahre wiedererstandene Lainzer Jagdmusik, in: Der Anblick, 31.Jg., H.10, Graz, 1975, S. 351-354
- Die Lainzer Jagdmusik eröffnet die Internationale Jagdausstellung Budapest 1971, 1971. (Presse)
- Das Horn bei Beethoven, in: Beethoven-Almanach, Publikationen der Wiener Musikhochschule, Band 4, (Wien, 1970), S. 80-90
- Das Horn des Wiener Klangstils, in: Österreichische Musikzeitschrift, 24. Jg., Heft 12, (Wien, 1969), S. 698-702 - Nachdruck: in: Horncall III/2
- Instrumentale Grundlagen unserer Volksmusik, in: Jahrbuch des Österreichischen Volksliedwerkes, Bd.16, (Wien, 1967), S.67-72 - (LN-498)
- 15 Jahre wieder St.Eustachiusfeier im Lainzer Tiergarten, in: Österreichs Weidwerk, H.11, Wien, 1965, S. 456
- Jagd und Musik, in: Jagd in Österreich, Waidwerk in Vergangenheit und Gegenwart, Wien, 1964, S. 452-462
- Unsere Jagdmusik einst und heute, in: Österreichs Weidwerk, H.7, Wien, 1964, S.261-265
- Jagd und Jägerweisen auf der Wiener Jagdausstellung, 1963. (Presse)
- Jagd und Musik, in: Musikerziehung, 15.Jg., H.4, Wien 1962, S.174-177
- Musik aus Volk und Land (Urquellen unserer Musiktradition:) I. Klassisch Volksmusik, 37.Jg., Nr.34, in: Agrar-Post, 26.August 1961, S.19-20 - (LN-377)
- Musik aus Volk und Land (Urquellen unserer Musiktradition:) II. Österreichische Jagdmusik, in: Agrar-Post, 37.Jg., Nr.35, 2.September 1961, S.19-20
- Österreichische Jagdmusik, in: Österreichische Musikzeitschrift, 12.Jg., H.6, Wien, 1957, S.230-236
- Musikalisches in der Jagd, in: Wild und Weidwerk in der Welt, Wien, 1955, S.645-652
- Jagdhornklang und Horridoh. Jagdrufe und Jagdsignale einst und heute, in: Der Österreichischer Bauernbündler, 23.Oktober 1954
- Österreichische Jagdsignale, in: Österreichs Weidwerk, Illustrierte Halbmonats-hefte für Jagd, Fischerei und Naturschutz, Jg.1953, Heft 17/18, (Wien, 1953), S.143-146 - (LN-327)
- Wiederbelebung österreichischer Jagdsignale, in: Das Kleine Volksblatt, 12.November 1953
- Das Horn bei Mozart, in: Wiener Figaro, Mitteilungsblatt der Mozartgemeinde Wien, 20.Jg., Heft 3, (Wien, 1951/2), S. 13-17
- Das Horn in seiner Entwicklung vom Natur- zum Ventilinstrument, philosofische Dissertation, Wien, 1932-1934. A-Wmi: E 170
- Brief: Zum "Alten Jagdanblasen aus dem Ybbstal" (LN-501)
- Die Lainzer Jagdmusik zur Festspielzeit in Salzburg, (Presse)
- Entstehung der Jagdmusik, aus: Geschichte des Hornes, (unveröffentlichtes Manuskript), Kap.I.: (Vorgeschichte).
- Gastspiel der Lainzer Jagdmusik in Kärnten, (Presse)
- Kirchliche Jagdmusik, (maschinschriftlich)
- Musikalische Jagdbräuche einst und heute, Ein Vortrag mit Musikbeispielen (maschinschriftlich)
- Salzburgs Anteil an der Geschichte der österreichischen Jagdmusik (maschinschriftlich) (LN-609)
- Vortrag "Ein neuer Weg zur Bereicherung des Hornklanges"
- Zur Geschichte der Kärntner Jagdmusik (maschinschriftlich)